# Бабаево (Псковская область)
Бабаево — деревня в Тямшанской волости Псковского района Псковской области России.
Расположена в 14 км к югу от центра города Пскова и в 9 км к юго-востоку от деревни Тямша.

## Население
| 2001 | 2002 | 2010 |
| ---- | ---- | ---- |
| 8    | ↗9   | ↗10  |